# Lanthanusa cyclopica
Lanthanusa cyclopica – gatunek ważki z rodziny ważkowatych (Libellulidae). Znany tylko z jednego okazu – samicy odłowionej w 1903 roku w górach Cycloop Mountains w pobliżu miasta Jayapura na północy indonezyjskiej części Nowej Gwinei.